# Nasyr Abdul Al-Khabyyr
Nasyr Abdul Al-Khabyyr (* 5. September 1958 in Hull, Québec, Kanada) ist ein kanadischer Jazzmusiker (Perkussionist) und Musikpädagoge.

## Leben
Nasyr Abdul Al-Khabyyr ist ein Sohn Sayyd Abdul Al-Khabyyrs. Er studierte am Berklee College of Music. Sein Studium schloss er mit einem Bachelor of Arts in Jazzkomposition und Arrangieren ab. Während des Studiums erhielt er drei Auszeichnungen des Canada Councils for the Arts: The Buddy Rich Jazz Masters Award in Berklee, eine Roy Haynes Scholarship in Berklee und eine Berklee Tuition Scholarship. Er spielte gemeinsam mit seinem Vater in der Band Dizzy Gillespies. 1989 trat er gemeinsam mit seinem Vater in dem Film A Night in Havanna - Dizzy Gillespie in Cuba auf. Er war auch in Dizzy Gillespie: A Night in Chicago zu sehen. Später ging er mit Oliver Jones auf Tournee und spielte bei der Aufnahme des Albums Just friends. In den 1990ern spielte er in verschiedenen Clubs in Montreal. Seit 1995 unterrichtete er Schlagzeug am Vanier College und der Concordia University. Zu seinen Schülern zählen Adam Passalacqua, Jean-Philippe Fortier, François Pelletier, Anthony Pageot, Josh Trager, Robbie Kuster, Jim Doxas, Marie Isler, Eric Boudreault, Jules Pampena und Harvey Bien-Aimee. Mehrere Male spielte er beim Montreal Jazz Fest, so mit Oliver Jones und dem Montreal Symphony Orchestra, Time Capsule und Kenny Garrett. 2004 trat er gemeinsam mit dem Bassisten Alain Caron auf und nahm an der Konzertreihe Final Drummer Kombat mit Guy Nadon und Paul Brochu (wie Caron ehemalige Mitglieder der in Quebec beheimateten Band Uzeb) teil. 2008 gründete Nasyr Abdul Al-Khabyyr ein Drum Camp. Mitdozenten im Camp sind Denis Chambers, Mike Mangini und Horacio Hernández. Der kanadische Filmemacher John Walker (* 1952) drehte über das Camp den Dokumentarfilm A Drummers Dream.
Nasyr Abdul Al-Khabyyr ist ein geschätzter Musiker bei Liveauftritten und Studioaufnahmen. Er ist ein Bruder des Posaunisten Muhammad Abdul Al-Khabyyr.